# ليلي هيبر
ليلي هيبر (بالنرويجية البوكمول: Lilly Heber)‏ هي كاتِبة ومحررة نرويجية، ولدت في 28 مايو 1879 في قول في النرويج، وتوفيت في 1944.